# Orphanocoela calamagrostidis
Orphanocoela calamagrostidis är en svampart som först beskrevs av H.C. Greene, och fick sitt nu gällande namn av Nag Raj 1989. Orphanocoela calamagrostidis ingår i släktet Orphanocoela, divisionen sporsäcksvampar och riket svampar.   Inga underarter finns listade i Catalogue of Life.